# نادي كولوال
نادي كولوال (بالإنجليزية: Koloale FC)‏، أو نادي هونيارا، هو نادٍ لكرة القدم من جزر سليمان، يشارك في دوري جزر سليمان لكرة القدم. يقع مقرهم في هونيارا. ملعبهم هو ملعب لوسون تاما.
كان نادي كولوال أحد أكثر أندية جزر سليمان نجاحًا في السنوات الأخير، حيث فاز دوري هونيارا لكرة القدم [الإنجليزية] في أعوام 2001 ، 2003 ، 2008؛ ودوري جزر سليمان عامي 2003 و2008.

## الإنجازات
- دوري جزر سليمان: (4)

2003–04، 2008–09، 2010–11، 2011–12.
- دوري هونيارا: (3)

2001–02، 2003–04، 2008–09 .

## الأداء في مسابقات اتحاد أوقيانوسيا
- دوري أبطال أوقيانوسيا: 3 مشاركات

الأفضل: المشاركة في النهائيات في عام 2009
2009: النهائيات
2011: المركز الثاني في المجموعة الأولى
2012: المركز الرابع في المجموعة الثانية

## التشكيلة الحالية
آخر تحديث 7 سبتمبر 2014.
ملاحظة: تشير الأعلام إلى المنتخب الوطني على النحو المحدد في قواعد الأهلية للفيفا. قد يحمل اللاعبون أكثر من جنسية واحدة غير تابعة للفيفا.
| الرقم | البلد        | المركز | اللاعب                 |
| ----- | ------------ | ------ | ---------------------- |
| 1     | جزر سليمان   | حارس   | Joseph Komu            |
| 3     | جزر سليمان   | مدافع  | Leonard Olea           |
| 5     | جزر سليمان   | مدافع  | Welshman Houkarawa     |
| 9     | جزر سليمان   | مهاجم  | Atana Fa’arodo Jnr.    |
| 10    | جزر سليمان   | مهاجم  | Joe Luwi (قائد الفريق) |
| 11    | جزر سليمان   | مهاجم  | Michael Taeman         |
| 12    | جنوب إفريقيا | وسط    | Thabiso Elliot Tleane  |
| 13    | جزر سليمان   |        | Junior Zimri           |

| الرقم | البلد      | المركز | اللاعب         |
| ----- | ---------- | ------ | -------------- |
| 15    | جزر سليمان | وسط    | Lency Saeni    |
| 17    | جزر سليمان | وسط    | Oliver Jamieh  |
| 19    | جزر سليمان | مهاجم  | Albert Samani  |
| 21    | جزر سليمان | مدافع  | Jack Wasi      |
| 22    | جزر سليمان | حارس   | Jessy Mae      |
| 23    | جزر سليمان | وسط    | Mostyn Mau     |
| 24    | جزر سليمان | مدافع  | Steven Aretana |
| 25    | جزر سليمان | مدافع  | Francis Lafai  |

## روابط خارجية
- التشكيلة الحالية (غير مكتملة) - National Football Teams.com
- موقع OFC